# South Cotabato

Prowincja South Cotabato na mapie Filipin

South Cotabato – prowincja na Filipinach, położona w południowej części wyspy Mindanao.
Od zachodu graniczy z prowincją Sultan Kudarat, od północy z prowincją Cotabato, od wschodu z prowincją Davao del Sur, od południa z prowincją Sarangani. Powierzchnia: 3936 km². Liczba ludności: 767 255 mieszkańców (2007). Gęstość zaludnienia wynosi 194,9 mieszk./km². Stolicą prowincji jest Koronadal.